# Jiří Malec
Jiří Malec (* 24. November 1962 in Vlastiboř) ist ein ehemaliger tschechoslowakischer Skispringer.

## Werdegang
Malec gab am 23. März 1985 sein Debüt im Skisprung-Weltcup. Dabei erreichte er von der Normalschanze in Štrbské Pleso mit Platz 11 bereits seine ersten Weltcup-Punkte. Es dauerte trotz dieses Erfolges fast drei Jahre, bis er erneut zum Weltcup-Kader gehörte. Erst zur Vierschanzentournee 1987/88 trat er erneut im Weltcup an und erreichte beim Springen in Garmisch-Partenkirchen mit Platz 10 erneut eine Platzierung innerhalb der Punkteränge.
Bei den Olympischen Winterspielen 1988 in Calgary sprang Malec auf der Großschanze auf den 24. Platz. Von der Normalschanze gewann er überraschend die Bronzemedaille und musste sich nur Matti Nykänen und seinem Landsmann Pavel Ploc geschlagen geben. Im Teamspringen sprang er gemeinsam mit Ladislav Dluhoš, Pavel Ploc und Jiří Parma auf den 4. Platz.
Vier Wochen nach den Olympischen Spielen erreichte Malec in Meldal mit Platz 3 seine erste und einzige Podiumsplatzierung. Auch in der Weltcup-Saison 1988/89 sprang er regelmäßig auf Punkteränge und beendete die Saison am Ende auf dem 29. Platz in der Weltcup-Gesamtwertung. Bei der Nordischen Skiweltmeisterschaft 1989 in Lahti erreichte er auf der Großschanze den 19. Platz.
In der Saison 1989/90 trat er noch einmal bei zwei Weltcup-Springen in der Tschechoslowakei an, beendete aber mit dem Springen auf seiner Heimatschanze in Liberec am 14. Januar 1990 seine aktive Skisprungkarriere.